# Heliodoxa imperatrix
El brillante emperador (Heliodoxa imperatrix), también denominado brillante emperatriz (en Ecuador), diamante emperador o heliodoxa tijereta (en Colombia) o colibrí emperador,es una especie de ave apodiforme de la familia Trochilidae —los colibríes— perteneciente al género Heliodoxa. Es nativo de la región del Chocó en América del Sur. 

## Distribución y hábitat
Se distribuye por la pendiente del Pacífico desde el sur de Chocó en el centro oeste de Colombia, hacia el sur hasta Pichincha en el noroeste de Ecuador.
Esta especie es considerada de poco común a localmente común en sus hábitats naturales: las estribaciones montañosas muy húmedas y bosques nubosos montanos bajos y sus bordes, así como los crecimiento secundarios altos adyacentes; en altitudes entre 400 y 2000 m. Ambos sexos ocurren en el dosel en el interior del bosque y bien más bajo en los bordes; solamente las hembras son usualmente vistas en el sotobosque.

## Sistemática

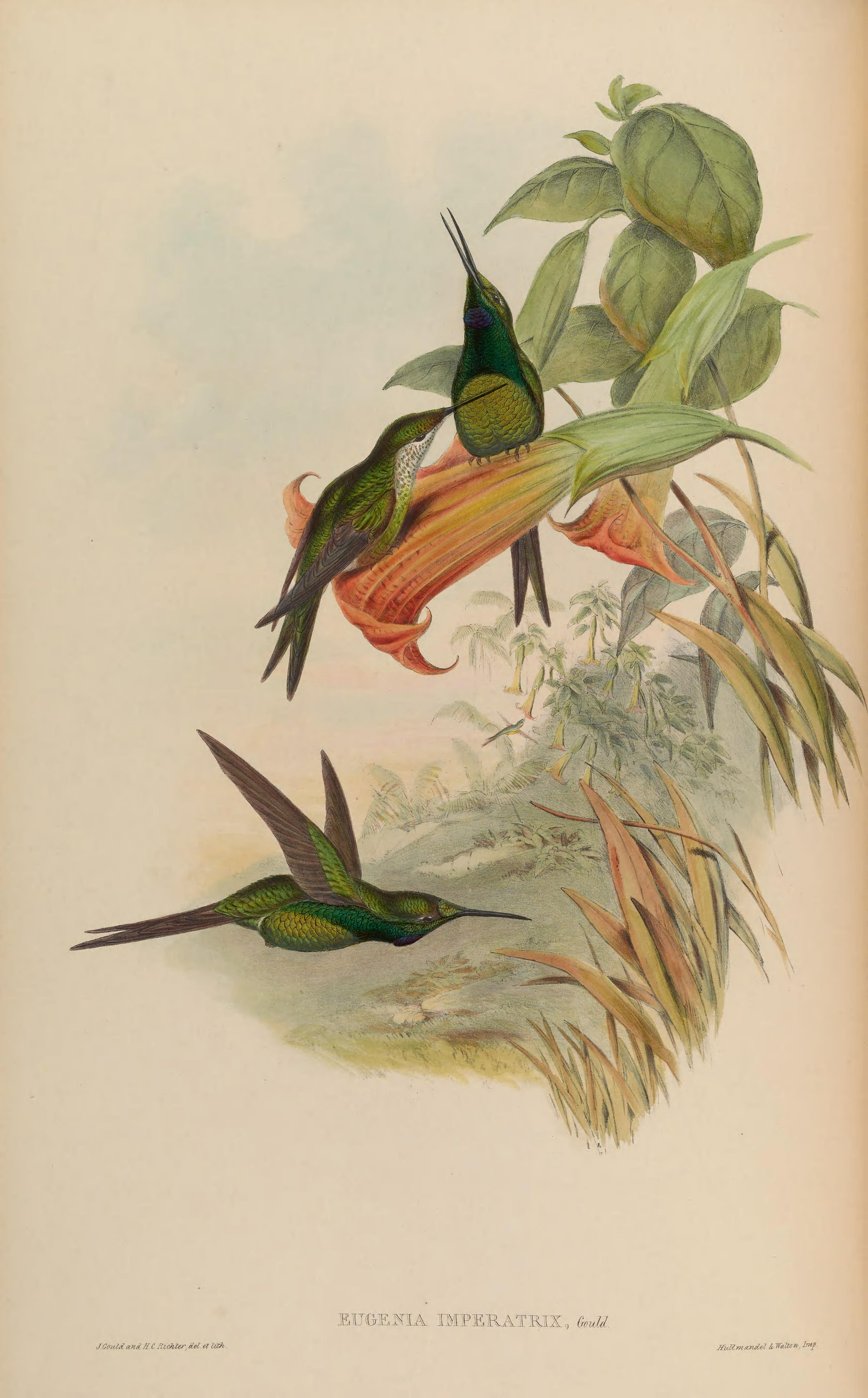
Eugenia imperatrix, ilustración de Gould y Richter en A monograph of the Trochilidae, or family of humming-birds 4, 1861.

### Descripción original
La especie H. imperatrix fue descrita por primera vez por el ornitólogo británico John Gould en 1856 bajo el nombre científico Eugenia imperatrix; su localidad tipo es: «bosques andinos en la vecindad de Quito».

### Etimología
El nombre genérico femenino «Heliodoxa» se compone de las palabras del griego «hēlios» que significa ‘sol’, y «doxa» que significa ‘gloria’, ‘magnificencia’; y el nombre de la especie «imperatrix», en latín significa ‘emperatriz’, en homenaje a Eugenia de Montijo, emperatriz consorte de Francia (1826–1920), esposa de Napoleón III.

### Taxonomía
Fue descrita y por mucho tiempo separada en un género monotípico Eugenia con base en su cola larga y muy bifurcada. Se registraron híbridos de la presente especie con Boissonneaua flavescens y con Heliodoxa jacula jamersoni. Es monotípica.